# Sergio Pérez Betancourt
Sergio José Pérez Betancourt (Caracas; 1954) es un músico, cantante, compositor, productor musical y arreglista venezolano.

## Inicios
Hijo de Virginia Betancourt Valverde y, por lo tanto, nieto del expresidente de Venezuela, Rómulo Betancourt. Comenzó sus estudios de violín y de teoría y solfeo con el maestro Emil Friedman a la edad de 7 años, estudió en la escuela Juan Manuel Olivares, en la escuela Lino de Gallardo y en el Conservatorio Superior de Música de Caracas. A temprana edad, junto con otros amigos, funda la Sociedad Venezolana de Música Contemporánea. A principios de los años 1970 participó como cantante, violín y armónica en la banda de rock Frutas Bravas y posteriormente fundó el Grupo Nagual.

## Estudios
A mediados de los 1970 viaja a Boston, Massachusetts, en donde estudió composición y arreglos en el New England Conservatory y en el Berklee College of Music. Allí participó junto a diversas agrupaciones tropicales, entre ellas Charanga Batú del percusionista Quique Santiago y con la banda de música experimental electrónica Outer Tube. En 1980 se traslada a Nueva York y participa en numerosos jam sessions junto a Delmar Brown, Kenwood Denard y Miroslav Vitous además de formar parte de la orquesta de charanga Fajardo y sus Estrellas.

## Vida artística en Venezuela
Una vez de regreso a Venezuela graba junto a Vytas Brenner en el disco Estoy como Quiero (1982). Forma parte del Grupo Latino de Jazz, de la compañía de teatro de la calle Tiempo Común y de la banda Adrenalina Caribe, con la que graba el disco Pico y Pala (Discomoda, 1982). Posteriormente se integra a las agrupaciones Kuboss, el grupo de juglares SUS y la banda ecologista Nueva Era.
En 1987 inicia su carrera como solista con la aparición en el mercado de su álbum debut Sergio Pérez que alcanza doble platino (más de 200 000 copias vendidas), con esta primera producción obtuvo una aceptación con temas como Mentiras, No le digas nada, Cuando tu Amante se va, Curanderos y A dónde va el amor.
Para el año 1989, el lanzamiento de su segunda producción discográfica titulada Mueve un Pie, le da continuidad a su sonoridad urbana a través de las canciones Mueve un pie, Tengo Corazón, Todo tu amor, Si tú lo Sabes, Ondas de Radar, Día tras Día y la versión renovada del tema original de Richie Ray y Bobby Cruz,- Jala Jala. En 1990 todas estas canciones se editan en un compilado titulado Sergio en Uno, que a su vez marca la entrada del artista en el mercado de los discos compactos.
El disco Hay que Vivir, grabado en 1992, inicia una nueva etapa con un cambio en la sonoridad, se proyectan los temas Nuevo Son que fue editado en España e Italia acompañado de un videoclip producido por Luigi Rubartelli, el merengue Ella y Suena a Rumba. En España participa en el programa Verano Caliente, transmitido por Televisión Española y en el programa Quiéreme Mucho, transmitido por Antena 3. Está activo hasta 1999, cuando hace un paréntesis en su carrera.
En octubre de 2009 regresa con el lanzamiento de Báilalo tú También, donde se combinan estilos clásicos del Caribe como el mambo, la salsa, el merengue y el son. Se mantiene activo actualmente[¿cuándo?] con su banda Los curanderos.